# Sydney 2000 (historieta)
Sydney 2000 es una historieta de 2000 del autor de cómics español Francisco Ibáñez, perteneciente a su serie Mortadelo y Filemón.

## Trayectoria editorial
Firmada en 1999 y publicada en 2000 en el número 82 de Magos del Humor y más tarde en el n.º 153 de la Colección Olé.

## Sinopsis
Para acabar con la corrupción en los organizadores de los Juegos Olímpicos de Sydney 2000, el Súper envía a Mortadelo y Filemón junto con los representantes de España. Sin embargo, el entrenador intenta suicidarse, y los deportistas deciden ingresar en un rígido monasterio antes que viajar con los dos agentes. El Súper se ve obligado a organizar un equipo suplente: el anciano Vetusto Mojámez para las pruebas de atletismo; Rompetechos para las pruebas de tiro, Incisivo Lobátez, un hombre lobo para las de salto; Fulgencia Voleibola para las de natación y Cenizo Gáfez Fatález para las de gimnasia.

## Gags y curiosidades
Como ya ocurriera en otras olimpiadas, el vuelo de la delegación española acaba mal, con un aterrizaje forzoso. Algo similar ocurre en esta ocasión, si bien es más achacable a los peculiares deportistas que acuden a los Juegos. 
El Ministro de Exteriores debe intervenir para que la expedición quede en libertad. En este caso, es Abel Matutes. Algo parecido ocurre en Los Ángeles 84, en que interviene Fernando Morán, lo que hace que Mortadelo y Filemón teman que su situación se agrava.
Mortadelo y Filemón no toman parte en las pruebas deportivas. Sin embargo, desfilan en la inauguración. Filemón viste como siempre, mientras que Mortadelo debía ir como deportista, si bien entendió que debía vestirse "de corista".
Es la primera vez que la ceremonia de inauguración transcurre con relativa normalidad. En Gatolandia 76, Mortadelo lleva la antorcha olímpica y tiene algunos problemas. En Los Ángeles 84, Mortadelo dispara accidentalmente al Presidente Reagan. En Seúl 88, el aparato en el que vuelan los dos agentes se estrella contra el presidente coreano. En la siguiente olimpiada, Barcelona 92, Mortadelo da una patada a un gigantesco florero para detectar posibles bombas, el cual llega al palco presidencial, golpeando a las autoridades y arrojándolas al vacío. Por último, en Atlanta 96, Mortadelo da una patada a un cubo con excrementos de caballo, que alcanza al Presidente Bill Clinton.